# Farnobius
Farnobius ou Farnobe, mort en 377, est un chef greuthunge qui prit part à la guerre des Goths de 377-382. Il mourut en combattant les troupes romaines menées par Frigérid en tentant de traverser les montagnes séparant la Thrace de l'Illyrie.

## Biographie
Farnobe était le chef de l'une des tribus des Goths greuthunges. En raison de la pression exercée par l'arrivée des Huns en Europe de l'Est, ceux-ci cherchent à traverser le Danube durant les années 370. Le déclenchement de la guerre des Goths à l'hiver 376-377 laisse le champ libre aux Greuthunges pour pénétrer dans le territoire de l'Empire romain. Farnobe mène son peuple depuis la Munténie jusqu'à la Mésie seconde, aux côtés des autres tribus menées par Alatheus et Saphrax. Farnobe rompt cependant rapidement avec le reste de la coalition et décide d'opérer de manière indépendante. 
La tribu de Farnobe est rejointe par un groupe de guerriers taïfales. Ensemble ils ravagent la Mésie inférieure. En 377, Farnobe prévoit d'attaquer le camp romain de Béroia, défendu par le magister militum Frigérid. Informé de ses intentions, Frigérid se retire de Thrace en Illyrie, où il réussit à obtenir des renforts. Frigérid retourne ensuite en Thrace en traversant les montagnes et attaque par surprise les troupes de Farnobe, qui tentent de traverser les mêmes montagnes. Farnobe est tué dès le début de la bataille et ses troupes sont rapidement capturées. 
Après la défaite et la mort de Farnobe, ses forces sont déportées en Italie sur les bords du Pô, afin de renforcer la population dans la péninsule,.